# Добринка (Урюпінський район)
Добринка (рос. Добринка) — станиця в Урюпінському районі Волгоградської області Російської Федерації.
Населення становить 1883  особи. Входить до складу муніципального утворення Добринське сільське поселення.

## Історія
Станиця розташована у межах українського історичного та культурного регіону Жовтий Клин.
Згідно із законом від 30 березня 2005 року № 1037-ОД органом місцевого самоврядування є Добринське сільське поселення.

## Населення
| 1959 | 2010  |
| ---- | ----- |
| 2287 | ↘1883 |